# André Francis
Pour les articles homonymes, voir Francis.
André Francis, né André Paul Pierre Brut le 16 juin 1925 à Paris et mort dans la même ville le 12 février 2019, est un animateur de radio et de télévision, chroniqueur de jazz, producteur et organisateur français de festivals.

## Biographie

### Le jazz à la Libération
André Francis est né le 16 juin 1925 à Paris. Il a une vingtaine d’années lorsqu’il découvre le jazz : « Je suis connu comme un homme du jazz, or ce n'est pas ce qui m'intéresse le plus. J'en suis devenu spécialiste par décantations successives » déclare-t-il en 2011 au quotidien La Croix. 
Au lendemain de la Libération, au Quartier latin et à Saint-Germain-des-Prés, Paris va voir l'éclosion de lieux festifs pour la génération zazou dont l’envie de vivre s’exprime librement après les privations des années de l’Occupation. Une jeunesse débridée va se distraire en dansant le bebop et en écoutant du jazz Nouvelle-Orléans dans les caves transformées en clubs de jazz : le Caveau des Lorientais (rue des Carmes), le Caveau de la Huchette (dans la rue du même nom), le Tabou (rue Dauphine), ou encore le Club Saint-Germain (rue Saint-Benoît), dans le périmètre immédiat du Café de Flore et de la brasserie Les Deux Magots que fréquente la jeunesse existentialiste d’après-guerre.
Les artistes du moment sont français, tels Claude Luter, Maxime Saury, Boris Vian et son frère cadet, le batteur Alain Vian. Il y aura bientôt des Afro-américains tel que le saxophoniste  Sidney Bechet qui va venir s’installer à Paris en 1949, imité après la guerre par bien d’autres musiciens, écrivains et artistes noirs fuyant le racisme et la discrimination qui sévissent aux États-Unis. Ce monde est décrit par Boris Vian dans son Manuel de Saint-Germain-des-Prés. « Quand j'ai découvert le jazz dans les années 1940, il y avait pénurie de disques, de livres, d'informations. Mais on se mettait à la recherche de tout ce qui nous manquait » raconte André Francis.
C’est dans ce contexte qu’il prend l’initiative d’organiser, en 1947, son premier concert de jazz, rue de l’Université, à quelques centaines de mètres du boulevard Saint-Germain. D’autres occasions ne vont pas manquer au jeune homme de s’éveiller au swing venu d’outre-Atlantique : « Fin mai 1948, le Hot Club de France a organisé un festival au théâtre Marigny (…) Coleman Hawkins et Errol Garner sont montés sur scène. La musique s’envole encore dans mes rêves » évoque-t-il dans ses souvenirs. « Par la suite, j’avais réuni Hawkins et Eartha Kitt au théâtre Pigalle. La queue pour les billets courait du bas de la rue Pigalle à l’église de la Trinité ».

### Le «Monsieur Jazz» des ondes
À partir de 1946, la Radiodiffusion française (RDF) commence à ouvrir ses programmes à quelques émissions sur le jazz. Celles-ci seront animées par plusieurs spécialistes : le critique et producteur Hugues Panassié, fondateur en 1932 et président du Hot Club de France, le critique musical et agent artistique Charles Delaunay, lui aussi membre du Hot Club et directeur de la revue Jazz Hot, qu’il a cofondée en 1935 avec Panassié ; ou encore Sim Copans, un universitaire américain qui a débarqué avec les troupes américaines à Omaha Beach quelques jours après le D-Day ; et qui a été recruté immédiatement par le United States Office of War Information pour travailler à la radio. Sim Copans s’installera définitivement en France.
Les débuts d’André Francis à la radio commencent en avril 1947, avec une émission consacrée à la littérature africaine, suivie d’autres programmes sur la poésie et des documentaires touristiques et sociaux. Le dramaturge et écrivain François Billetdoux lui propose d’animer une « émission consacrée à la chanson et aux musiques modernes et vivantes. »
En 1958, il publie Jazz, ouvrage encyclopédique qui, avec 6 000 exemplaires vendus dès le premier tirage, connaît un véritable engouement et sera régulièrement mis à jour.
Sa longue carrière consacrée au jazz sur les antennes de la radio nationale, alternativement sur France Inter, sur France Culture et sur France Musique, va se poursuivre jusqu’au jour de sa retraite, qu'il prend en 1996. Cette étiquette lui vaudra d’être surnommé le « Monsieur Jazz » de l’ORTF, puis de Radio France par ses confrères et son public,. Les émissions s’appellent Jazz Variétés, qu’il produit avec Charles Delaunay et Bobby Forest, programmée le dimanche matin, Jazz Sur Scène, ou encore Jazz Vivant.
Pour la télévision française, il présente pendant plusieurs années le Festival de jazz d'Antibes Juan-les-Pins, créé en 1960 par Jacques Souplet dans des retransmissions réalisées par Jean-Christophe Averty, ainsi que les émissions Jazz Club et Jazz Portrait. Un certain nombre de ces programmes sont aujourd’hui visibles et téléchargeables sur le site de l’INA.
En 1964, André Francis est nommé responsable du « bureau du jazz » de Radio France. À ce titre, il organise concerts et autres évènements musicaux, parmi lesquels le concours international de jazz de La Défense créé en 1977,. Sollicité par ECA 2, société chargée de l’animation et de l’ingénierie culturelle pour l’EPAD (Établissement public d’aménagement de la région de la Défense), André Francis a « l’idée de programmer de jeunes musiciens encore inconnus tout au long d’un week-end pour les faire (re)connaître du plus grand nombre, du public comme des professionnels. » Cet évènement musical sera couvert et médiatisé par France-Inter.
Par ailleurs, il veille à faire connaître en France une multitude de formations (de toutes tailles et de tous styles de jazz), entre 7 000 et 10 000 orchestres, selon les estimations. Soit en faisant enregistrer les musiciens dans les studios de Radio France, soit en diffusant des émissions, en direct ou en différé, depuis une salle de concert et un festival.

### Organisateur et animateur de festivals et d'événements
André Francis est d'ailleurs systématiquement impliqué dans de multiples festivals : à titre de chroniqueur, d’animateur ou d’organisateur, et ce tout au long des décennies de sa carrière. Le festival de jazz d'Antibes Juan-les-Pins fondé en 1960 fait appel à lui comme présentateur, fonction qu’il occupera jusqu’en 1999. Connu du public, Monsieur Jazz intervient dans les retransmissions télévisées réalisées dans la pinède de Juan-les-Pins par Jean-Christophe Averty. Parallèlement, entre 1970 et 1980, il est directeur artistique du festival de Châteauvallon dans le Var. En mai 1996, il est nommé directeur artistique du XXIIe festival de jazz de Boulogne-Billancourt. 
En 1986, il devient le premier président de l’Orchestre national de jazz, créé sous l’impulsion de Jack Lang, ministre de la Culture avec le saxophoniste et compositeur François Jeanneau à la direction musicale. André Francis est enfin le maître d’œuvre de plusieurs salons du jazz.

### Académie du jazz
En 1954-1955, André Francis participe à la création de l’Académie du jazz avec Jean Cocteau, comme président d’honneur et avec le compositeur et musicologue André Hodeir comme premier président. « Les festivals de jazz en France étaient pratiquement inexistants, les concerts de musiciens américains et les clubs de jazz peu nombreux ; quant à l’édition de disques, elle était précaire et souvent mal gérée. Il n’y avait aucun service de presse efficace, et les informations circulaient peu dans les grands journaux » raconte André Francis dans l’histoire de cet organisme. « C’est pour remédier à ce manque général de considération que quelques amateurs, qui se situaient au-delà des clivages esthétiques, décident de fonder une Académie du jazz, projet pour le moins original. » Une des premières décisions de ce nouveau club sera de récompenser chaque année le meilleur de la production discographique dans ses différents domaines orchestraux et stylistiques, et d’honorer par un prix particulier le jazzman français le plus créatif de l’année.

### Mort
André Francis meurt le 12 février 2019 à l'âge de 93 ans,.
La présentatrice de la matinale du samedi sur France Culture, Caroline Broué, lui rend hommage et manifeste le soutien de l'équipe de son émission à son réalisateur, le fils d'André Francis.

## Biblio-discographie
- Jazz. L’histoire, les musiciens, les styles, les disques (livre), éd. du Seuil, 1958, 383 p.
- La Grande Histoire du Jazz (coffret de 100 CD en 4 volumes de 25 CD chacun chapitrés par époque et représentant 125 heures de musique qui retracent le premier demi-siècle de l’épopée du jazz), restauration : Jean Schwarz ; textes et présentation : André Francis ; éditions Chant du Monde, novembre 2011

## Quelques émissions de télévision
- Trois Styles, trois époques[17], 12 septembre 1957. 49 min 5 s. Présentation : André Francis. Réalisation : Jean-Christophe Averty. Production : RTF.
- Jazz Club 58[18]. 24 septembre 1958, 56 min 1s. Émission : Jazz Club 58. Présentation : André Francis. Réalisation : Jean-Christophe Averty. Production : RTF.
- Présentation de l'orchestre de Wilbur de Paris[19]. 29 octobre 1960, 3 min 34 s. Émission : Festival de jazz d’Antibes Juan-les-Pins. Présentation : André Francis. Réalisation : Jean-Christophe Averty. Production : Office national de radiodiffusion.
- Jacques Benoit Levy à propos du second festival Jazz à Antibes[20]. 1er juin 1961, 5 min 57 s. Présentation : André Francis. Émission : Festival de jazz d’Antibes Juan-les-Pins. Réalisation : Jean-Christophe Averty. Production : Office national de radiodiffusion.
- Art Blakey, ses modèles et le Modern Jazz[21]. 11 septembre 1974, 1 min 52 s. Émission : Jazz Portrait. Présentation : André Francis. Réalisation : Marc Pavaux. Production : ORTF.
- Chorus de batterie d'Art Blakey[22]. 11 septembre 1974, 4 min 28 s. Émission : Jazz Portrait. Producteurs délégués : Bernard Lion, André Francis. Réalisation : Marc Pavaux. Production : ORTF.
- L'écriture musicale par Claude Bolling[23]. 14 décembre 1974, 2 min 54 s. Émission : Jazz Portrait. Présentation : André Francis. Réalisation : Marc Pavaux. Production : ORTF.
- 23e Festival international de jazz à Antibes 1982 : John McLaughlin avec Katia Labèque[24]. 21 juillet 1982, 59 min 35 s. Émission : Festival de jazz d’Antibes Juan-les-Pins. Présentation : André Francis. Réalisation : Jean-Christophe Averty. Production : SFP-TF1.
- Plateau André Francis, directeur artistique du festival de jazz de Paris[25]. 5 novembre 1988, 16 min 23 s. Émission : Magazine IDF. Présentation : Éric Tréguier, Pascale Manzagol. Diffusion : FR 3. Production : France Régions 3 Paris.
- André Francis : Jazz[26]. 1 min 44 s. 7 janvier 1992. Présentation par Olivier Barrot à propos du livre Jazz d'André Francis. Émission Un livre un jour. Diffusion : FR 3.

## Exposition
- 2017 :  Photographies et dessins de musiciens issus de la scène jazz. Collection personnelle d'André Francis. Club de jazz Le Pannonica, Nantes (Loire-Atlantique), du 7 mars au 7 avril 2017[27].